# Jakowlew Jak-14
Die Jakowlew Jak-14 (russisch Яковлев Як-14, NATO-Codename Type 24) ist ein sowjetischer Lastensegler.

## Geschichte
Sie entstand 1947 als Konkurrenzmuster zur Iljuschin Il-32 und wurde in sechs Exemplaren im Flugzeugschlepp in Tuschino am 25. Juli 1948 erstmals der Öffentlichkeit präsentiert. Sie konnte 3,5 Tonnen Nutzlast befördern und war für den Transport von militärischen Gerät vorgesehen. Die Beladung erfolgte durch ein Bugtor ähnlich wie bei der deutschen Me 323.
Die Jak-14 wurde im Rostower Werk Nr. 168 in 413 Exemplaren produziert und stand bis in die 1950er Jahre hinein bei den sowjetischen Luftstreitkräften im Dienst. Als die Ära der Lastensegler zu Ende ging, wurde sie durch Hubschrauber und Transportflugzeuge ersetzt. Die UdSSR lieferte auch einige Maschinen an die ČSSR, die sie unter der Bezeichnung NK-14 (für Nákladní kluzák, Lastensegler) einsetzte.

## Aufbau

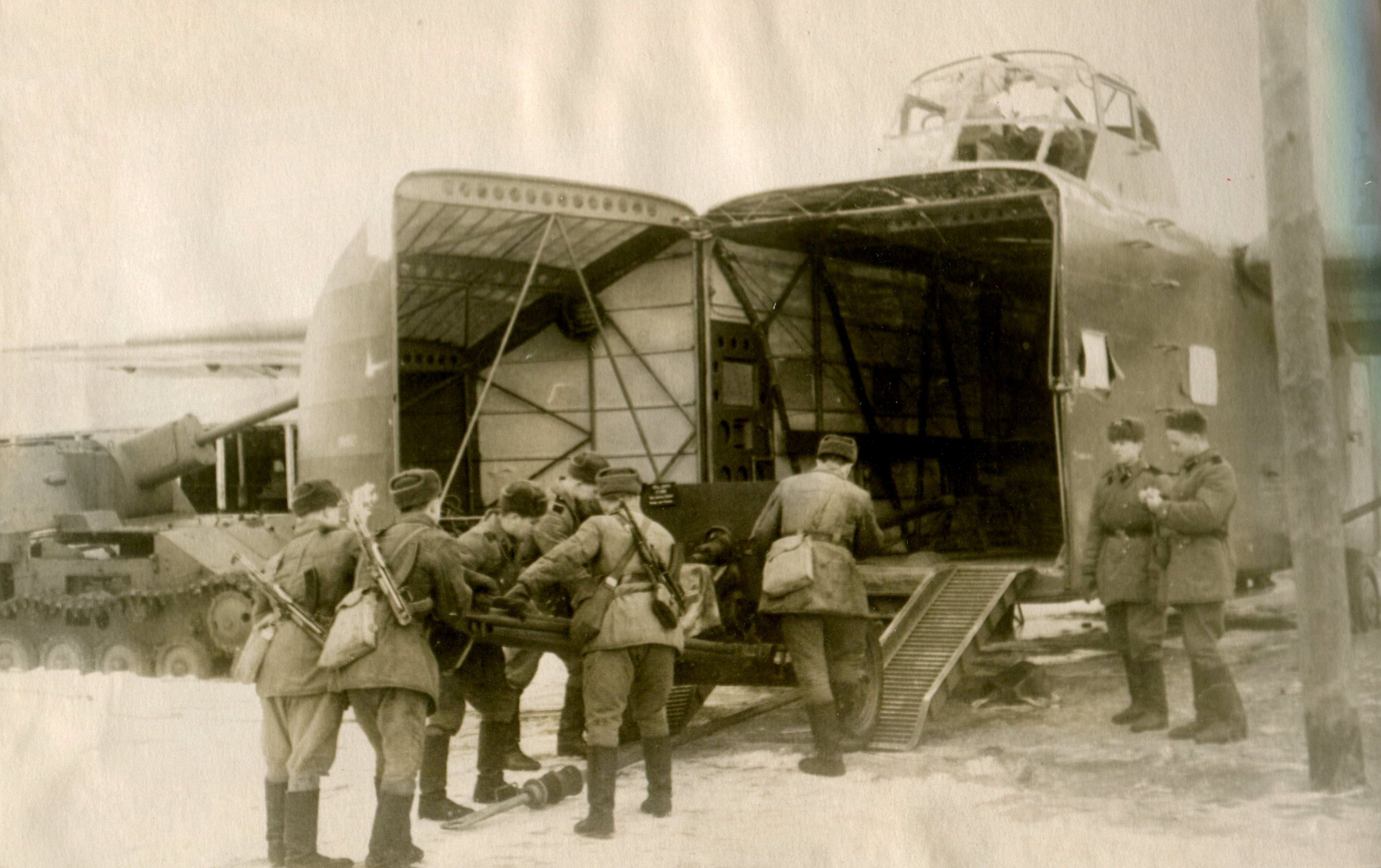
Beladen einer Jak-14

Die Jak-14 war ein verstrebter Schulterdecker mit einem dreiteiligen Flügel und einem kastenförmigen Rumpf in Gemischtbauweise. Die auf der linken Rumpfseite aufgesetzte Kabine sollte dem Piloten größtmögliche Rundumsicht gewährleisten. Das Leitwerk in Normalbauweise war verstrebt und bestand aus einem Holzrahmen mit Stoffbespannung. Das Bugfahrwerk der Jak-14 war starr.

## Technische Daten

Dreiseitenriss

| Kenngröße                          | Daten                    |
| ---------------------------------- | ------------------------ |
| Besatzung                          | 2                        |
| Passagiere                         | 35                       |
| Länge                              | 18,44 m                  |
| Spannweite                         | 26,17 m                  |
| Höhe                               | 7,50 m                   |
| Frachtraum (Länge × Breite × Höhe) | 8,00 m × 2,30 m × 2,25 m |
| Frachtraumvolumen                  | 41,4 m³                  |
| Flügelfläche                       | 97,0 m²                  |
| Flügelstreckung                    | 7,1                      |
| Leermasse                          | 3095 kg                  |
| Startmasse                         | 6750 kg                  |
| Schleppgeschwindigkeit             | max. 300 km/h            |
| Gleitzahl                          | 7,5–8                    |